# 继任 (我为喜剧狂)
《继任》（英語：Succession）是美国情景喜剧《我为喜剧狂》第2季的第13集，也是整个剧集的第34集，由安德鲁·盖斯特和約翰·瑞吉编剧，盖兒·曼库索执导，2008年4月24日通过全国广播公司在美国首播。客串出演这集的演员包括威尔·阿奈特、克里斯·帕内尔、马塞林·休格特（Marceline Hugot）、布莱恩·斯塔克、汤姆·唐纳（Tom Toner）、凯文·布朗、雷普·汤恩、约翰·卢兹和格里兹·查普曼。
在这一集中，通用电气公司的两位副总裁杰克·唐纳吉（Jack Donaghy，亚历克·鲍德温饰）和德文·班克斯对首席执行官一职的争夺终于有望分出胜负；全国广播公司电视节目《与崔西·乔丹》的首席编剧丽兹·莱蒙（Liz Lemon，蒂娜·菲饰）准备接替杰克的副总裁职位，负责东岸电视和微波炉编程部门。男演员崔西·乔丹（Tracy Jordan、崔西·摩根饰）有意恶搞《阿瑪迪斯》，打算和剧组编剧弗兰克·罗斯塔诺（Frank Rossitano，贾达·弗雷德兰德饰）一起制作一部色情电子游戏，崔西自己扮演沃尔夫冈·阿马德乌斯·莫扎特，弗兰克则扮演安东尼奥·萨列里。整集节目中多处使用了莫扎特创作的音乐，如《安魂曲》等。

## 剧情
通用电气公司CEO唐·盖斯即将退休，他把副总裁杰克·唐纳吉找来，表示有意选择他来继任自己的职位，而不是女儿的未婚夫，另一位副总裁德文·班克斯。杰克对此欣喜万分，并选择全国广播公司喜剧小品《与崔西·乔丹》的首席编剧丽兹·莱蒙来继任自己的职位。丽兹得知这一职位薪水远高于自己数倍后马上就接受了，并且告诉自己的手下说“见鬼去吧你们这些臭猴子，我现在是高层啦。”与此同时，不甘心的德文·班克斯返回后试图破坏杰克的好事，但丽兹则故意在电梯的安全摄像头前强行与他亲热来抹黑对方。
男演员崔西·乔丹开始意识到，儿子似乎对自己这个父亲以往的表现感到丢脸，于是他在经过调研后决定要制作出世界上第一个色情电子游戏，让自己的家人为此自豪。他选择的题材是米洛斯·福尔曼执导的电影《阿玛迪斯》，并亲自饰演游戏中的莫扎特，编剧弗兰克·罗斯塔诺则出演安东尼奥·萨列里。
德文对杰克即将获得升职深感郁闷而打算辞职，但唐·盖斯还没来得及宣布自己的决定就进入了糖尿病昏迷，里奥·斯派西曼医生的努力抢救也没能让他苏醒。德文意识到自己有了可乘之机，声称从没听说过盖斯选择了杰克作为自己的继承人。次日，德文又来到杰克的办公室，告诉对方自己已经说服董事会让唐的女儿凯茜·盖斯（Kathy Geiss，马塞林·休格特饰）担任首席执行官，以便掌握实权，然后他便得意洋洋地开除了杰克。

## 制作
《继任》由安德鲁·盖斯特和助理执行制片人约翰·瑞吉编剧，盖兒·曼库索执导，是《我为喜剧狂》第二季的第13集，于2008年4月24日通过全国广播公司在美国首播。这是盖斯特第一次也是唯一一次为本剧集编剧，也是约翰·瑞吉第五次编剧和曼库索第三次执导。
在本集节目中客串出演里奥·斯派西曼医生的克里斯·帕内尔曾经是全国广播公司每周一期喜剧小品《周六夜现场》中的主要演员，蒂娜·菲曾于1999至2006年担任该节目的首席编剧，并且和崔西·摩根均曾是该节目的主要演员。亚历克·鲍德温也曾16次担任《周六夜现场》主持人，创下了该节目的最高纪录。除此以外还有多位《周六夜现场》的演员都参加了《我为喜剧狂》的演出。比如已经长期和菲合作过的瑞秋·德拉彻本是扮演简娜·玛隆妮一角的初定人选，并已在节目起初拍摄的试播集中出演了这一角色。但到了2006年8月，执行制片人洛恩·迈克尔斯宣布简娜一角将另选演员出演，但德拉彻还是会在之前的多集节目中以不同的身份登场。在最后播出的这集试播集中，她以《女生秀》养猫人的身份出镜。同月晚些时候，全国广播公司宣布已由简·科拉克斯基取代德拉彻出演简娜一角，此外德拉彻还将在之后播出的《C开头的那个词》中诠释这个养猫人角色。在《后果》中，她扮演了一个名叫玛丽娅（Maria）的女佣，丽兹发现她被锁在一艘游艇的衣柜里。在《杰克遇上丹尼斯》里，德拉彻饰演了女演员伊丽莎白·泰勒。《崔西演柯南》中德拉彻出演的是崔西·乔丹出现幻觉时所看到的一个全身穿上臃肿蓝色服装的人，被称为“小蓝人”。在《分手》中，她诠释了帕梅拉·斯缪，是崔西和图弗之间的一位灵敏度训练治疗师成员。而到了《幼儿节目》中，德拉彻扮演了一位名叫格丽塔的女子，听说丽兹·莱蒙想怀个孩子后表示自己愿意做她的代孕母亲，在《熬夜》里，她饰演的是杰克喝醉后叫来的一个妓女。而《恶战》中，德拉彻诠释的是电视台大楼前引领抗议示威的一名领袖玛尔莎·布兰奇。此外还有弗莱德·阿米森、克里斯汀·韦格、威尔·福特、莫莉·香侬、霍拉提奥·桑斯、简·霍克斯和杰森·苏戴奇斯等。

## 反响

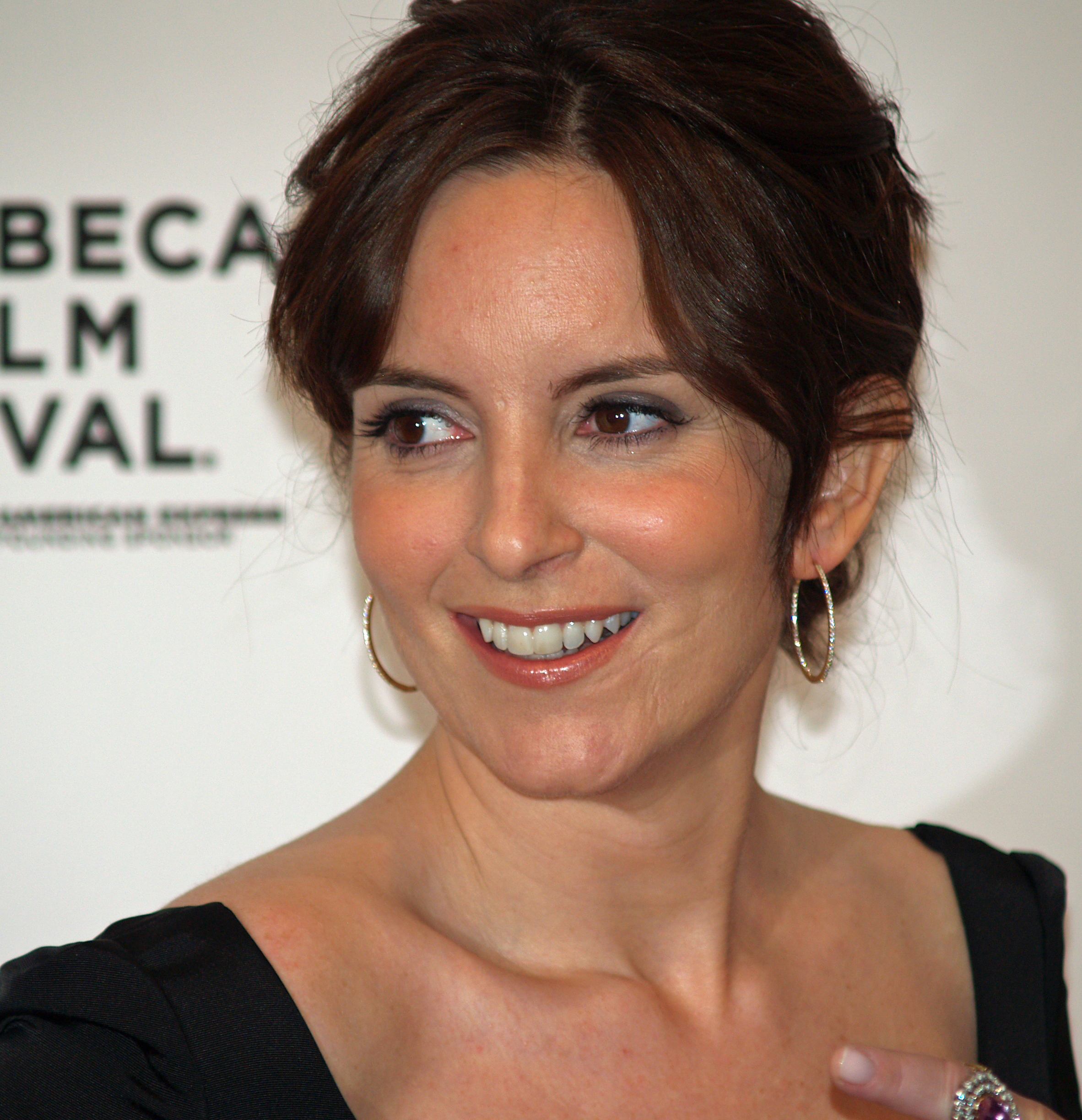
《明星纪事报》的阿兰·塞平沃尔称本集节目让人意识到蒂娜·菲其实是个女演员。

《继任》在美国首播时平均吸引了550万户家庭观看，在18至49岁年龄段人群中收获了2.8 / 7的收视率，这个2.8指的是所有18至49岁人群总数的2.8%，而7则是指当时有看电视该年龄段观众群的7%。并且在18至34岁成年男性里，本集的收视率超越了《犯罪现场调查》和《实习医生格蕾》名列榜首。
本集节目获得了电视评论员的正面评价。美国在线电视小队的鲍勃·萨松尼（Bob Sassone）称赞《继任》是“伟大的一集”，其中有“大量了不起的台词”。他认为这一集已经有肥皂剧的特点，并希望其中崔西·乔丹那个色情电子游戏的故事线索可以在以后的节目中得以延续。IGN网站的罗伯特·坎宁（Robert Canning）则对德文·班克斯一角在《我为喜剧狂》里的出场颇为推崇，并且很高兴地认为《继任》中首次给予了该角色新的视角，他给予这一集的总体评分为8（最高为10）。《明星记事报》的阿兰·塞平沃尔（Alan Sepinwall）称颂《继任》是“神话般的”一集，指出其中包含有来自《阿玛迪斯》的即兴灵感，而且节目也让观众意识到，蒂娜·菲其实是一个女演员......不过他对威尔·阿奈特饰演的德文·班克斯一角有些不满意，也不喜欢剧中展现“莫扎特蒙太奇”时出现的《代孕妈妈》广告。